# Suore benedettine dell'adorazione perpetua
Le suore benedettine dell'adorazione perpetua (in inglese Benedictine Sisters of Perpetual Adoration) sono un istituto religioso femminile di diritto pontificio: le suore di questa congregazione pospongono al loro nome la sigla O.S.B.

## Storia

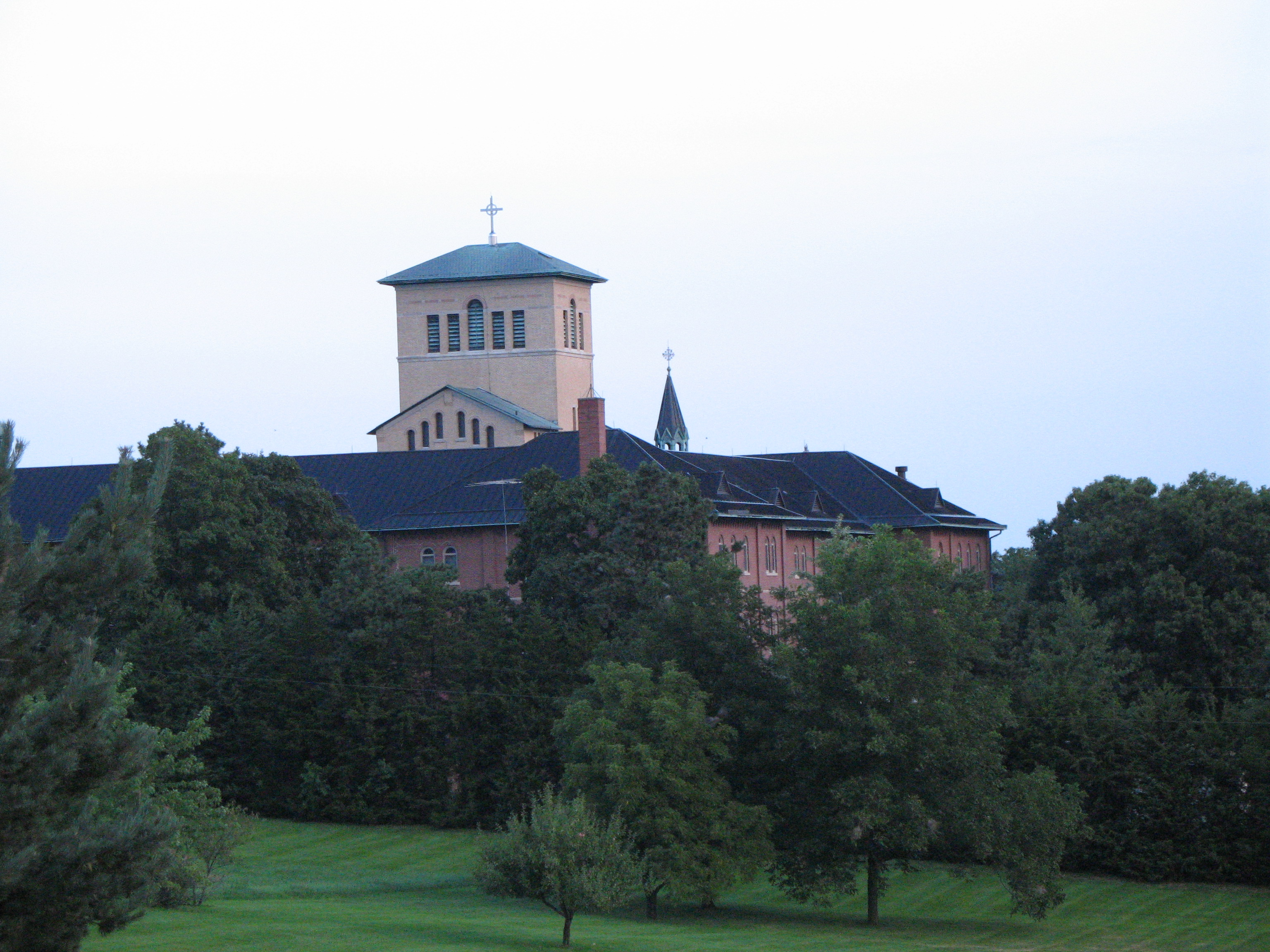
La casa madre della congregazione a Clyde

Le origini della congregazione risalgono al 1874, quando un gruppo di religiose benedettine proveniente dal monastero di Maria-Rickenbach (Oberdorf, Svizzera) e guidato da madre Anselma Felber si trasferì nel Missouri.
La comunità, dopo varie peregrinazioni, nel 1882 si stabilì definitivamente a Clyde, da dove le suore si diffusero in vari stati americani.
La congregazione fu eretta in istituto religioso di diritto pontificio con decreto del 10 febbraio 1925 e fu approvata definitivamente dalla Santa Sede il 16 luglio 1962.

## Attività e diffusione
Le suore si dedicano alla preghiera contemplativa, specialmente alla pratica dell'adorazione perpetua del Santissimo Sacramento.
Sono presenti in Arizona, Missouri e Oklahoma; la sede generalizia è a Clyde, nel Missouri.
Alla fine del 2008 la congregazione contava 90 religiose in 3 case.